# Kamień Księżycowy (powieść)
Kamień Księżycowy (tytuł oryginału: The Moonstone) – dziewiętnastowieczna, brytyjska powieść epistolarna, autorstwa Wilkie Collinsa, wydana w 1868 roku. Uważana jest za jedną z prekursorskich powieści detektywistycznych, wyznaczającą późniejsze, klasyczne reguły gatunku 
Pierwotnie opublikowana w odcinkach w magazynie Karola Dickensa All the Year Round. „Kamień Księżycowy” i „Kobieta w bieli” są uważane za najlepsze powieści Wilkie Collinsa. Oprócz stworzenia wielu podstawowych zasad powieści detektywistycznej, „Kamień Księżycowy” odzwierciedlił również postępowe poglądy społeczne Collinsa w jego traktowaniu służących w powieści. Collins dostosował „Kamień Księżycowy” dla sceny w 1877 roku, ale inscenizacja była wykonywana tylko przez dwa miesiące.

## Tytuł powieści
Tytułowy kamień księżycowy jest diamentem (nie półszlachetnym minerałem o tej samej nazwie). Imię swoje zyskał od jego skojarzenia z hinduskim Bogiem Księżyca. Pierwotnie umieszczony w czole świętego posągu boga w Somnath i później w Benares. Mówiono, że był chroniony przez dziedzicznych stróżów porządku Wisznu, a jego blasku przybywało i ubywało zgodnie z fazami księżyca.

## Fabuła
Rachel Verinder, młoda Angielka, dziedziczy duży indyjski diament na swoje osiemnaste urodziny. Jest to spadek po jej wuju, skorumpowanym brytyjskim oficerze armii, który służył w Indiach. Diament ma wielkie religijne znaczenie, jak również jest nadzwyczaj wartościowy. Trzej hinduscy duchowni poświęcili swoje życie dla jego odzyskania. Historia wciela elementy legendarnego pochodzenia Diamentu Nadziei. Osiemnaste urodziny Rachel są obchodzone z dużym przyjęciem, w skład gości którego wchodzi jej kuzyn Franklin Blake. Ma ona Kamień Księżycowy na swojej sukience tego wieczoru, by wszyscy mogli go zobaczyć, łącznie z kilkoma indyjskimi kuglarzami, którzy występowali na przyjęciu. Później, tej nocy, diament jest skradziony z sypialni Rachel i następuje okres zamieszania, nieszczęścia, nieporozumień i chorób. Przedstawiona przez ciągi narracji kilku głównych bohaterów złożona fabuła podąża śladami kolejnych wysiłków, by wyjaśnić kradzież, zidentyfikować złodzieja, wytropić kamień i go odzyskać.